# Димитър Икономов (Енидже Вардар)
Вижте пояснителната страница за други личности с името Димитър Икономов.
Димитър Икономов (на гръцки: Παπαδημήτρης Οικονόμου, Παπα-Δημήτρης Οικονόμου, Папа Димитрис Иконому) е гръцки свещеник и революционер, деец на гръцката въоръжена пропаганда в Енидже Вардар от края на XIX и началото на XX век.

## Биография
Поп Димитър се включва се в борбата с ВМОРО. Участва в основаването на гръцки революционен комитет в Енидже Вардар и става негов секретар. Икономов заедно с Антон Касапов и Христо Даскалов е в основата на гръцкото революционно дело в града. Димитър Икономов обикаля българските села и се опитва да поддържа духа на патриаршистите гъркомани и да връща към Патриаршията призналите Българската екзархия. В 1906 година български терористи убиват сина му Атанас Икономов, а в 1909 година и самият поп Димитър Икономов е убит от българи в Бабяни. Обявен е за агент от трети ред.